# Райхардт, Дирк
Дирк Райхардт (нем. Dirk Reichardt; род. 9 сентября 1964 года, Ольденбург-ин-Хольштайн, Шлезвиг-Гольштейн, Западная Германия) — немецкий композитор, звукорежиссёр и музыкальный продюсер.

## Ранние годы
С детства Дирк Райхардт увлекался игрой на фортепиано. Также он пробовал себя в игре на барабанах. Дирк окончил среднюю школу в Киле в 1985 году. Затем он работал в клавишником и помощником музыкального продюсера в студии звукозаписи.

## Карьера
В 1985 году Дирк вступил в группу FEX, где играл на клавишных. В 1987 группа распалась, а Дирк начал работать над аранжировкой в собственной музыкальной студии в Гамбурге. В студии он сотрудничал с такими личностями, как: Дитер Болен, Бонни Тайлер, Дайон Уорвик, Рой Блэк и другими. Также Дирк работал независимым продюсером на радио в Германии и в Европе.
В 1998 году создал собственную музыкальную компанию, где он выпустил более 100 джинглов, которые были распространены на 75 радиостанций в Европе и США.
В 2004 году Дирк обнаружил в себе новое хобби - он начал работать композитором. Примерно в то же время Дирк Райхардт начал сотрудничать с Тилем Швайгером. Дирк делает саундтреки для его фильмов.
Наиболее известные фильмы, музыку для которых придумал Дирк Райхардт: «Босиком по мостовой», «Красавчик», «Красный Барон», «Полтора рыцаря: В поисках похищенной принцессы Херцелинды», «Красавчик 2», «Соблазнитель», «Соблазнитель 2», «Мёд в голове» и др.

## Саундтреки
Далее представлены некоторые саундтреки композитора.
| Год  | Название                    |
| ---- | --------------------------- |
| 2008 | The Red Baron               |
| 2009 | Silence                     |
| 2009 | What Goes Up                |
| 2011 | Circles                     |
| 2011 | Until July                  |
| 2011 | Where Do You Go?            |
| 2013 | Weekend                     |
| 2013 | Don't Stop Thinking Of Love |
| 2013 | Good Bye Brave World        |
| 2013 | Twelve Moons in June        |

## Награды
- 2004: премия «Deutscher Filmpreis» за лучшую музыку в фильме «Горошек на полшестого»
- 2007: премия «Platin Award» за музыку в фильме «Красавчик»
- 2009: премия «Gold Award» за музыку в фильме «Красавчик 2»
- 2011: премия «Gold Award» за музыку в фильме «Соблазнитель»